# Elektrisk konduktivitet
Elektrisk konduktivitet är ett mått på hur väl ett material kan transportera elektrisk laddning – elektroner, anjoner eller katjoner. Konduktivitet är detsamma som konduktans per längdenhet och mäts i Internationella måttenhetssystemet (SI) i enheten Siemens per meter (S/m eller A·V−1·m−1) eller lämplig multipel därav. Elektrisk konduktivitet har även benämnts elektrisk specifik ledningsförmåga eller enbart konduktivitet. God elektrisk konduktivitet är ett utmärkande drag för metaller. Elektrisk konduktivitet är multiplikativ invers till resistivitet.

## Formler och definitioner

Beteckningar i formeln för motstånd av en stav

Konduktiviteten brukar oftast betecknas med den grekiska bokstaven σ (sigma) och definieras genom att skriva Ohms lag på följande form: den elektriska strömmen I genom en stav är proportionell mot dess tvärsnittsarea A och mot den elektriska potentialskillnaden mellan ändarna U samt omvänt proportionell mot dess längd L:
{\displaystyle I=\sigma \ {\frac {A\cdot U}{L}}}.
Genom jämförelse med Ohms lag i dess vanliga form ser vi att resistansen R hänger ihop med σ och resistiviteten ρ enligt
{\displaystyle R={\frac {1}{\sigma }}\cdot {\frac {L}{A}}=\varrho \ {\frac {L}{A}}}.
Resistansen beror av kroppens geometri (stavens längd och tvärsnittsarea), medan konduktiviteten är en ren materialegenskap. Ledningsförmåga är därför en mer fundamental egenskap, som kan användas för att ge Ohms lag den mer allmänna formen
{\displaystyle J=\sigma \cdot E},
där J är elektrisk strömtäthet i A/m² och E elektrisk fältstyrka i V/m. Denna form är användbar inte bara för en fast kropp utan även för en ledande vätska eller ett plasma.

## Typiska värden
Elektrisk konduktivitet är kanske den materialegenskap som har största värdeomfång. Skillnaden i konduktivitet mellan metaller och isolatorer är mer än femton tiopotenser. Detta gör det möjligt att transportera elektrisk energi över hundratals kilometer genom högspänningsledningar, medan det räcker med korta luftgap, porslinsisolatorer eller plastskikt for att separera dem från varandra och från omgivningen.
Material som får en strömtäthet av storleksordningen 1 ampere/cm² vid ett elektriskt fält på 1 millivolt/meter har metallisk ledningsförmåga: σ = 107 S/m. Material som leder mindre än 1 nanoampere/cm² vid 1000 V/m har en ledningsförmåga på 10−8 S/m och benämns isolatorer. Material, vars ledningsförmåga ligger på gränsen mellan metall och isolator kallas halvledare. Germanium är exempel på halvledare.